# پارک هیبیا
پارک هیبیا (به ژاپنی: 日比谷公園  Hibiya Kōen) یکی از پارک‌های  توکیو پایتخت ژاپن است. این پارک  در سال ۱۹۰۳ میلادی افتتاح شده و در منطقهٔ چیودا قرار دارد.

## رسیدن به پارک
متروی توکیو، خط هیبیا، ایستگاه هیبیا H07 یک دقیقه پیاده تا پارک راه است.

## نگارخانه

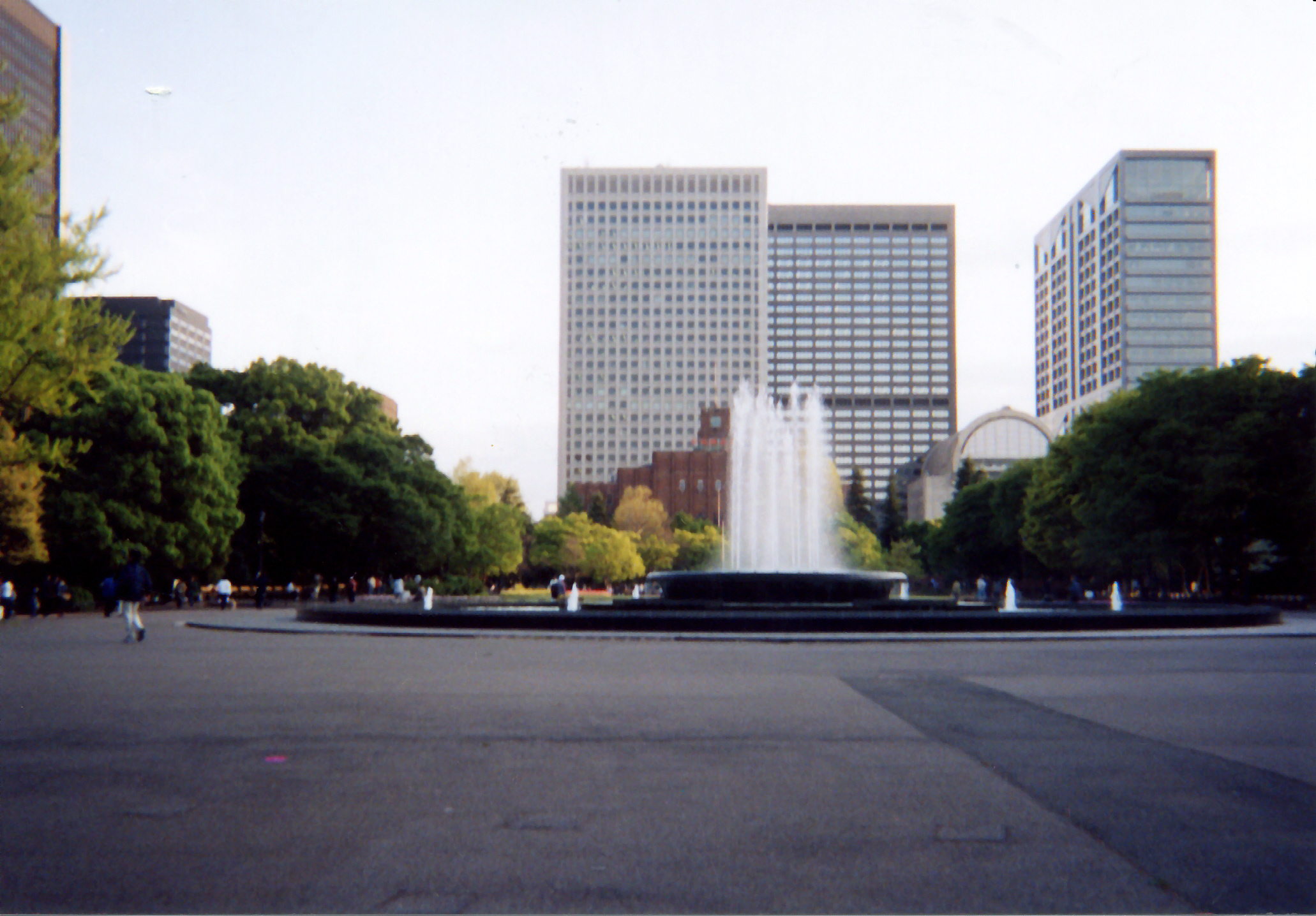
پارک هیبیا
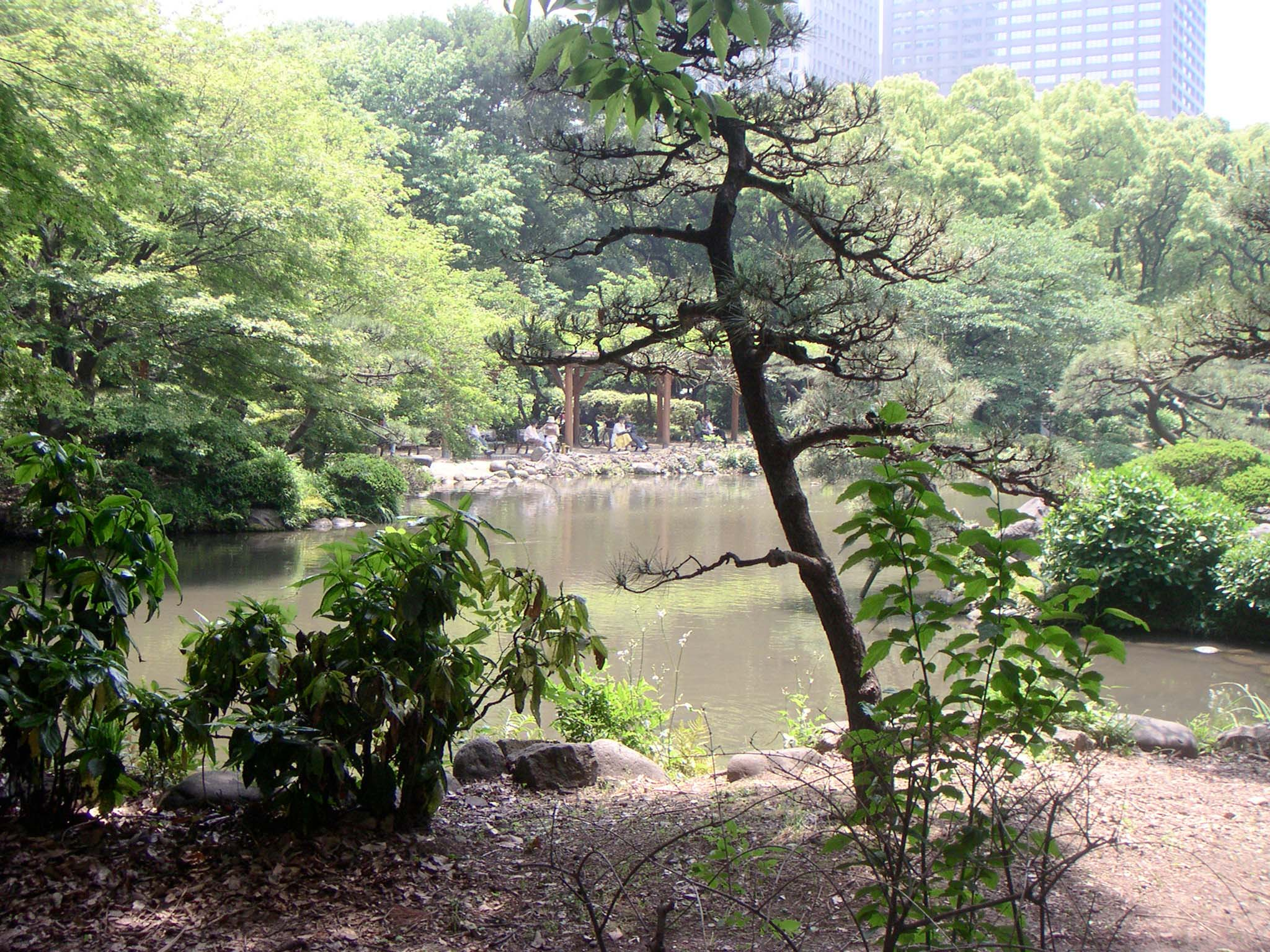
پارک هیبیا